# Marc-Antoine Goulard
Pour les articles homonymes, voir Goulard.
Marc-Antoine Goulard est un artiste français né à Neuilly-sur-Seine en 1964, qui défend l'abstraction lyrique en peinture. Il a commencé sa carrière d'artiste en étant musicien puis peintre.

## Musicien
Marc-Antoine Goulard a commencé à apprendre le piano dès l'âge de 4 ans pour ensuite jouer de la flûte traversière à l'âge de 9 ans. Il suivit ensuite les cours d'instruments et les classes d'écritures au Conservatoire de Reuil-Malmaison pour devenir concertiste et obtenir le 1er prix au Conservatoire (flute traversière). 
Il arrive en Amérique en 1985, pour continuer ses études de composition et apprendre le saxophone ainsi que le jazz au Berklee College of Music de Boston, dont il sort diplômé. Pourtant, si la musique fondée sur le ton et la composition lui offrait des moyens d’expression, c’est en fin de compte dans la peinture qu’il trouva sa voix créatrice.

## Peintre
Marc-Antoine Goulard découvre la peinture en mai 1988 et obtient une résidence artistique en 2006 à la Josef Albers and Anni Albers Foundation à Bethany dans le Connecticut. 
Nicholas Fox Weber critique d'art, essayiste et directeur d'une fondation consacrée à l'art contemporain reconnait le travail pictural de Marc-Antoine Goulard et publie en septembre 2008 le catalogue "raisonné" de ses peintures.
Il est exposé, entre autres, dans sept galeries permanentes : 
- à Los Angeles chez William Turner, 
- à Greenwich, Connecticut, Bruno Framont
- à Paris chez Brissot, Linz, Valeurs d'art, Chayan Khoi, la Galerie " 174 Faubourg " , la galerie 64bis à Paris,
- dans le New Jersey chez Ruth Morpeth.
- à Londres, Cynthia Corbett Gallery,   
Ses estampes sont éditées aux Éditions Berville.
Marc-Antoine Goulard a été le parrain de l'association "Tous les enfants ont des droits" en 2005 avec diffusion de ses peintures au Sénat (France).
Il est l'artiste français qui a été choisi pour l'année culturelle France - Russie 2010.
La plateforme artistique Saatchi Online a reconnu Marc-Antoine Goulard en présentant ses créations et peintures.
Par ailleurs, Marc-Antopine Goulard a été sélectionné comme artiste représentant la "Sauvé Art Foundation".